# Stadsparken, Lund

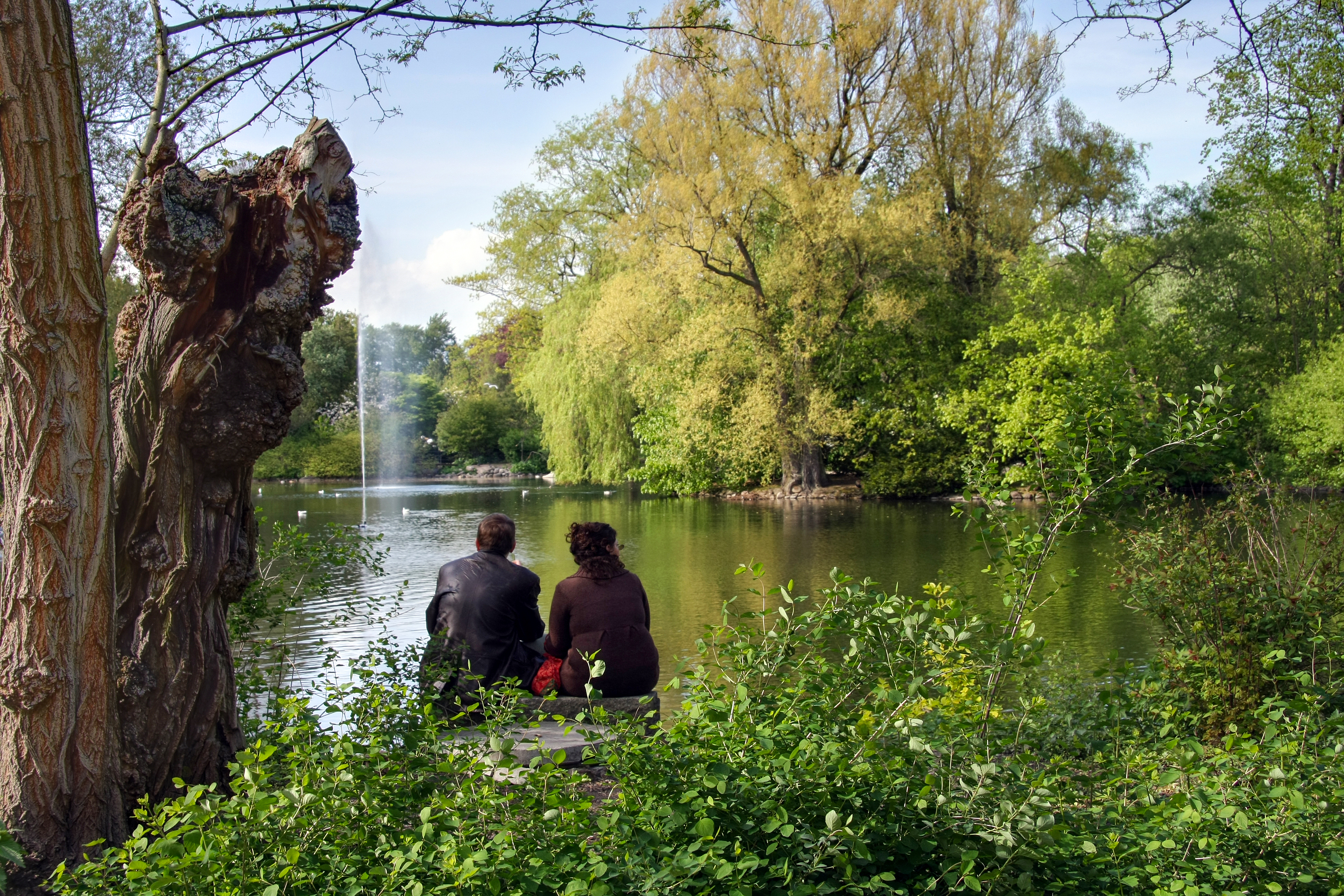
Fågeldammen i Stadsparken.

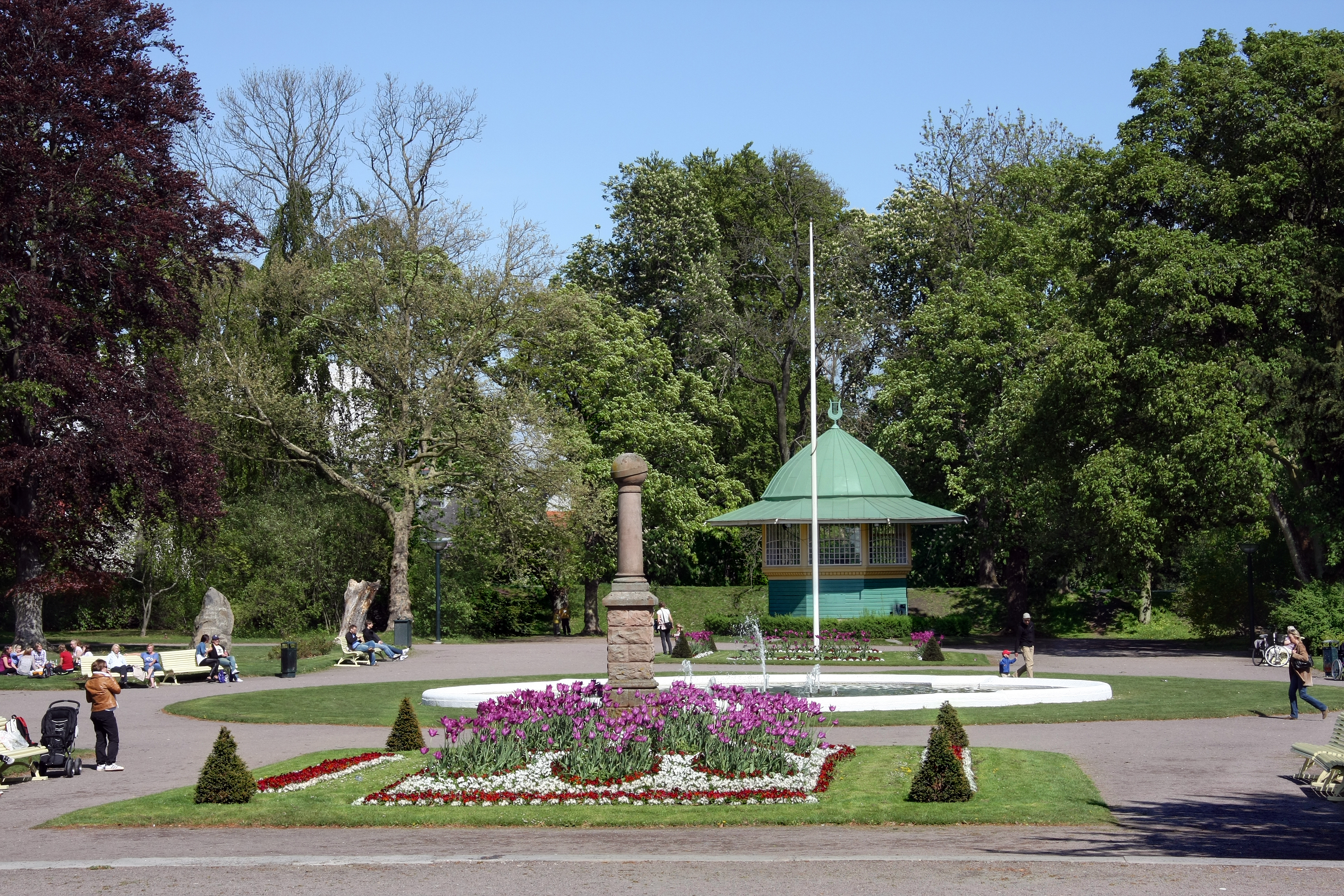
Plantering och musikpaviljong.

Stadsparken är en park belägen centralt i Lund. Den ligger i huvudsak inom den historiska Lunds stads område. Parken började utvecklas kring Lunds medeltida stadsvall, Högevall, och grundades 1911. I parken finns flera skulpturer gjorda av bland andra Gunnar Nordborg och Egon Möller-Nielsen samt en liten trädgårdslabyrint utformad av Oscar Reutersvärd. Parken firade 100-årsjubileum 2011.

## Historik
Området kring Högevall köptes 1860 av Lunds Parkbolag och den så kallade Parkbolagets Trädgård anlades på den bördiga Lundaslätten. En gjutjärnsfontän och f.d. trädgårdsmästarvilla (tjänstebostad fram till 1986) finns kvar sedan den tiden, i vad som nu är norra delen av parken. Området innanför stadsvallen hade dessförinnan varit betesmark. Marken, med utökade omgivningar, köptes upp av Lunds stad 1904 och år 1907 användes den för Lundautställningen, en stor industri- slöjd- och konstutställning. Musikpaviljongen ritad av domkyrkoarkitekten Theodor Wåhlin är den enda byggnad som finns kvar från utställningen. En 6,5 meter hög minnessten från utställningen finns också kvar, väster om dammen.
År 1909 köpte kommunen också det intilliggande Lunds Andelsmejeris tomt. Mejeriet var på 1940-talet ett av landets största, och var verksamt fram till 1968.

## Utforming
Efter att området som använts till Lundautställningen utökats med mejeritomten grundades Stadsparken 1911. Då hade det bland annat anlagts en fågeldamm, och de bortschaktade jordmassorna blev en populär kälkbacke strax intill.
I parkens sydvästra del finns en stor gräsplätt med en utomhusscen av vitmålad betong i ena änden. Vid bra väder används ofta detta område av lundaborna för olika utomhusaktiviteter. Bakom denna scen finns Stadsparkskaféet, invigt 1921. Det finns kvar 600 meter av den ursprungliga stadsvallen, som går tvärs igenom parken.
I norra delen av parken ligger Högevallsbadet, det enda allmänna inomhusbadet inom tätorten. Bredvid finns de ursprungliga delarna av parken, med trädgårdsmästarbostaden och en fontän. 
Den intilliggande Observatorieparken är numera en integrerad del av Stadsparkens östra delar. Observatoriebyggnaden, ritad av domkyrkoarkitekten Helgo Zettervall, invigdes 1867 och användes fram till 1962 för astronomiska studier och fram till 2002 för undervisning. I parkens sydligare del ligger Kulturmejeriet i andelsmejeriets tidigare lokaler.
År 2009 presenterades ett förslag att utöka och förnya stadsparken i samband med parkens 100-årsfirande 2011. Detta inkluderade en ny entré från väster, bortforsling av pulkapacken samt utbyggnad av kaféet. Vid trädgårdsmästarbostaden planterades Solens och skuggans trädgård, invigd 2016, med bland annat 70 olika sorters perenner. Den intilliggande lekplatsen, ombyggd med miniatyrer av byggnaderna från Lundautställningen 1907 nyinvigdes samma år.  Mellan Mejeriet och fågeldammen finns ett område med tema nordisk djungel som invigdes 2019. I den västra delen av parken har det byggts skejtpark och utegym, samt banor för beachvolley, parkour och klättring.

## Kuriosa
Firandet av siste april (valborgsmässoafton) i stadsparken är en stor attraktion och har utvecklats till en av landets största spontana fester. Firandet saknar arrangör men lockar upp till 35 000 ungdomar som har picknick och lyssnar på musik i parken. Tidigare förekom en hel del bråk och skadegörelse i parken i samband med att så många människor samlades på en mycket begränsad yta, inte minst på grund av hög berusningsgrad. 
Stadsparken i Lund är ett Natura 2000-område på grund av förekomsten av den sällsynta hålträdsklokryparen (Anthrenochernes stellae).